# Xystochroma gracilipes
Xystochroma gracilipes är en skalbaggsart som först beskrevs av Bates 1879.  Xystochroma gracilipes ingår i släktet Xystochroma och familjen långhorningar. Inga underarter finns listade i Catalogue of Life.